# Политика умиротворения

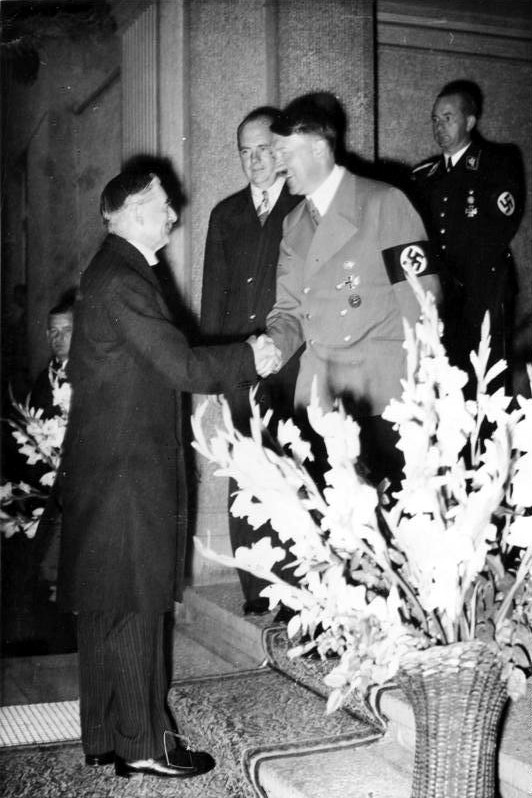
Премьер-министр Великобритании Невилл Чемберлен приветствует Адольфа Гитлера,
Бад-Годесберг, 24 сентября 1938

Политика умиротворения агрессора — политика, основанная на уступках и потаканиях агрессору.
Политика умиротворения агрессора состоит в урегулировании искусственно разжигаемых государством-агрессором международных споров и разрешения конфликтов посредством сдачи стороне, ведущей агрессивную политику, второстепенных и малозначимых, с точки зрения авторов этой доктрины, позиций и вопросов. Термин наиболее часто употребляется для обозначения внешней политики британского правительства во главе с Невиллом Чемберленом, а также Болдуином и Макдональдом в отношении нацистской Германии и — отчасти — фашистской Италии в 1933—1939 годах, особенно явно проявившейся в 1937—1939 годах. Такая политика привела к окончательной деградации Версальской системы, Лиги Наций и системы коллективной безопасности, радикальному изменению баланса сил в Европе, ослаблению геополитических позиций Великобритании и Франции, и усилению позиций Германии и Италии.

## Политическая обстановка после Первой мировой войны
Одержав победу в Первой мировой войне, бывшие союзники по Антанте Великобритания, Франция и Италия имели полную свободу действий в Европе. Геополитическая картина Европы была в основном создана в ходе подписания Версальского мирного договора в 1919 году. Договор накладывал жёсткие ограничения на Германскую республику, привёл к отторжению ряда германских земель, экономическому ослаблению страны, что вызвало социальную и политическую напряженность внутри Германии, становление идей реваншизма и популяризацию радикальных политических партий.
Австро-Венгерская империя прекратила своё существование, будучи разделённой на несколько относительно небольших независимых государств.
В одной из стран-участниц Антанты, Российской империи, в ходе Первой мировой войны произошёл сначала февральский, а потом уже октябрьский переворот и гражданская война, к власти в России пришли большевики. В соответствии с хорошо известными декларируемыми планами РКП(б) по экспорту мировой революции во все страны мира, капиталистические страны справедливо считали большевиков идеологически враждебными и не расценивали советское руководство в качестве партнёра в проведении европейской политики. Заключив сепаратный мир с Германией, Россия также лишилась возможности участвовать в послевоенном дележе военной добычи, а в ходе разразившейся на её территории гражданской войны её вчерашние союзники по Антанте начали военную интервенцию.
После Первой мировой войны произошёл развал и раздел Османской империи.
В Италии преобладали мнения о недостаточности компенсаций, полученных этой страной за участие в военных действиях на стороне Антанты.
Таким образом, три из пяти ведущих европейских держав остались недовольны итогами Версальского договора. Помимо прочего, в Европе возникло множество конфликтных вопросов среди появившихся после войны новых государств, связанных с взаимными территориальными претензиями, экономическими, политическими, социальными и идеологическими разногласиями.

## Предпосылки политики умиротворения
Генуэзская конференция
Попытки умиротворить Германию предпринимались ещё в 1920-е годы. Первые шаги в этом направлении сделал британский премьер Ллойд Джордж. Он решил созвать новую, подлинно мирную конференцию, в которой должны были принять участие все — и США , и Германия, и Советская Россия, и европейские союзники. Инициативу Ллойд Джорджа поддержал тогдашний премьер-министр Франции Аристид Бриан. Русские и немцы на конференцию приехали, однако и те и другие питали небезосновательные подозрения, что их собираются столкнуть лбами. Немцам планировалось предложить присоединиться к эксплуатации России, а русских уговаривали выставить счет Германии. Вместо этого представители двух стран тайно встретились в Рапалло и договорились не противодействовать друг другу. Рапалльский договор спутал планы организаторов Генуэзской конференции и получил скандальную известность. В то время большевики считались изгоями, а потому заключение договора с ними было воспринято как вероломство со стороны немцев. Позже, когда роль мирового злодея перешла к Германии, непорядочность Рапалльского договора ставилась на вид уже русским.
1930-е годы
Принимая «политику умиротворения» перед Второй мировой войной, демократические западные государства (в частности, Великобритания и Франция) рассчитывали на то, что путём уступок и компромиссов можно было остановить агрессора. Таким образом, Великобритания и Франция, закрывая глаза на агрессию Германии, Италии, Польши (обвиняя их только на словах), надеялись на то, что амбиции агрессоров будут удовлетворены за счёт более слабых государств (например, Австрии и Чехословакии). Также на рубеже 1937—1938 годов в британских правительственных кругах обсуждался вопрос о колониальных компенсациях Германии за счёт раздела владений Бельгии и Португалии (возвращение отнятых у Германии по Версальскому договору территорий было признано в 1936 году Комитетом Плимута «нежелательным», и сталкивалось с противодействием доминионов-мандатариев), однако обязательное условие предоставить Великобритании максимум колониальных концессий на этих территориях и сделать максимум уступок в европейской политике не устраивало Адольфа Гитлера, и он отказался от проекта со столь сомнительными выгодами.
После подписания Мюнхенского соглашения советская разведка докладывала Сталину, что политика умиротворения Гитлера не срабатывает, а уступки лишь подстёгивают агрессора к дальнейшим действиям.

## Последствия
В марте 1939 года Германия оккупировала Чехословакию, превратив Чехию в «Протекторат Богемии и Моравии», а Словакию (формально независимое государство) — в своего сателлита и союзника. Затем Гитлер предъявил претензии к Польше — сначала о предоставлении экстерриториальной сухопутной дороги до Восточной Пруссии, а затем — о проведении референдума по принадлежности «польского коридора». По версии Гитлера, в референдуме должны были принять участие люди, проживавшие на этой территории до ноября 1918 года. После предоставления Польше гарантий о её независимости со стороны Великобритании и Франции стало всё более ясно, что война Германии с этими государствами становится весьма вероятной.